# دانييل كريج
دانييل كريج (بالإنجليزية: Daniel Krige)‏ هو كاتب سيناريو ومخرج أسترالي، ولد في 16 يوليو 1970.

## وصلات خارجية
- دانييل كريج على موقع IMDb (الإنجليزية)
- دانييل كريج على موقع ألو سيني (الفرنسية)
- دانييل كريج على موقع أول موفي (الإنجليزية)
- دانييل كريج على موقع قاعدة بيانات الفيلم (الإنجليزية)
- دانييل كريج على موقع كينوبويسك (الروسية)